# Pohjolan Voima
Pohjolan Voima (PVO) — вторая по величине финская энергетическая компания, владеющая гидро- и теплоэлектростанциями (включая электростанции основанные на сжигании биотоплива). Pohjolan Voima является основателем и владельцем большей части акций Teollisuuden Voima, оператора атомной электростанции Олкилуото. Pohjolan Voima владеет 25 % акций финского оператора линий передач электроэнергии Fingrid.
Основными акционерами Pohjolan Voima являются финские производители целлюлозно-бумажной продукции UPM (42,0 %) и Stora Enso (15,6 %). Среди других держателей акций - производители электроэнергии и коммунальные компании, принадлежащие нескольким муниципалитетам. Энергия, производимая компанией, распределяется среди акционеров и акционеры оплачивают фактические производственные затраты. Такой порядок позволяет менее крупным энергетическим компаниям принимать участие в проектах больших электростанций вместе и для получения выгоды от растущей экономики.

## Выбросы углекислого газа
| Год  | Производство электроэнергии (ТВт·ч) | Выбросы (тонны CO2) | кг CO2/МВт·ч |
| ---- | ----------------------------------- | ------------------- | ------------ |
| 2002 | 16                                  | 6                   | 375          |
| 2003 | 18                                  | 6,07                | 337          |
| 2004 | 18                                  | 4,95                | 280          |
| 2005 | 13                                  | 1,67                | 126          |
| 2006 | 18                                  | 4,73                | 264          |
| 2007 | 17                                  | 4,25                | 250          |
| 2008 | 22                                  | 2,92                | 131          |
| 2009 | 22                                  | 2,88                | 131          |